# Maciej Sarnacki
Maciej Sarnacki (ur. 10 lutego 1987 w Olsztynie) – polski judoka, medalista Letniej Uniwersjady w 2011 i 2013 oraz mistrzostw Europy w 2016, wielokrotny mistrz Polski, startujący w kategorii +100 kg.

## Kariera sportowa
W latach 2001–2004 był zawodnikiem Gwardii Olsztyn, w latach 2005-2010 AZS-AWF Warszawa, następnie ponownie został zawodnikiem Gwardii.
Jego największymi sukcesami na arenie międzynarodowej było wicemistrzostwo letniej Uniwersjady w 2011 i brązowy medal letniej Uniwersjady w 2013. W 2016 zdobył brązowy medal mistrzostw Europy w turnieju drużynowym.
W 2003 został brązowym medalistą mistrzostw Polski kadetów, w 2004 i 2005 wicemistrzem Polski juniorów, w 2006 mistrzem Polski juniorów, w 2007 i 2009 młodzieżowym mistrzem Polski. Na mistrzostwach Polski seniorów zdobył brązowe medale w 2006, 2009, 2011, mistrzostwo Polski w 2010, 2012, 2013, 2014 i 2015.